# Neomochtherus variabilis
Neomochtherus variabilis là một loài ruồi trong họ Asilidae. Neomochtherus variabilis được Lehr miêu tả năm 1964.